# Angus, Thongs and Perfect Snogging
Angus, Thongs and Perfect Snogging is een Britse tienerfilm uit 2008; gemaakt door Nickelodeon Movies, geregisseerd door Gurinder Chadha en met Georgia Groome in de hoofdrol. De film is gebaseerd op de boeken Angus, Thongs and Full-Frontal Snogging en It's OK, I'm Wearing Really Big Knickers uit de jeugdreeks Confessions of Georgia Nicolson van Louise Rennison. De film werd opgenomen in een studio in Londen en op locatie in Brighton en Eastbourne.
Op 25 juli 2008 kwam de film uit in het Verenigd Koninkrijk en werd op vrij goede kritieken onthaald. Op Rotten Tomatoes scoort hij 71%. Hoofdrolspeelster Georgia Groome werd geprezen om haar innemende natuurlijke vertolking.

## Verhaal
Georgia is een veertienjarig meisje dat besluit dat ze een vriendje moet hebben. Als er twee nieuwe jongens, Robbie en Tom, op school komen besluiten zij en haar beste vriendin Jas dat die hun vriendjes moeten worden. Jas wordt uitgevraagd door Tom, maar Robbie wordt Lindsay's vriendje, een meisje dat Georga vaak pest.
Intussen vertrekt haar vader op zakenreis naar Nieuw-Zeeland, waar hij een promotie aangeboden krijgt. Later gaat ze met Dave, een vriend van Robbie naar een feestje, om hem jaloers te maken. Als Robbie dat via-via door Jas verneemt wil hij niets meer met Georgia te maken hebben, en maakt Georgia ook ruzie met Jas. Ze besluit zich voortaan volwassener te zullen gedragen en verklaart bereid te zijn naar Nieuw-Zeeland te verhuizen.
Ze maakt het weer goed met Robbie, die haar zijn liefde verklaart en blijkbaar Lindsay heeft laten vallen. Voor haar vijftiende verjaardag neemt haar moeder haar mee naar een discotheek, waar zij en Jas een verrassingsfeest hebben georganiseerd. Ook haar vader is daar; hij heeft promotie gekregen in Engeland en hoeft dus niet meer te verhuizen.

## Rolverdeling
- Georgia Groome als Georgia Nicolson, de protagonist
- Eleanor Tomlinson als Jas, Georgia's beste vriendin
- Aaron Taylor-Johnson als Robbie, Georgia's vriendje
- Karen Taylor als Connie Nicolson, Georgia's moeder
- Alan Davies als Bob Nicolson, Georgia's vader
- Georgia Henshaw als Rosie Barnes, Georgia's blonde vriendin
- Manjeeven Grewal als Ellen, Georgia's Indiase vriendin
- Kimberley Nixon als Wet Lindsay, Georgia's rivale
- Sean Bourke als Tom, Robbies broer en Jas' vriendje.
- Tommy Bastow als Dave the Laugh, vriend van Robbie
- Liam Hess als Peter Dyer, de jongen die verliefd is op Georgia
- Eva Drew als Libby, Georgia's jonge zusje
- Steve Jones als Jem, de binnenhuisarchitect